# Die Ärztin von Lakros
Die Ärztin von Lakros ist ein historischer Roman der deutschen Schriftstellerin Waldtraut Lewin, der 1977 veröffentlicht wurde.

## Handlung

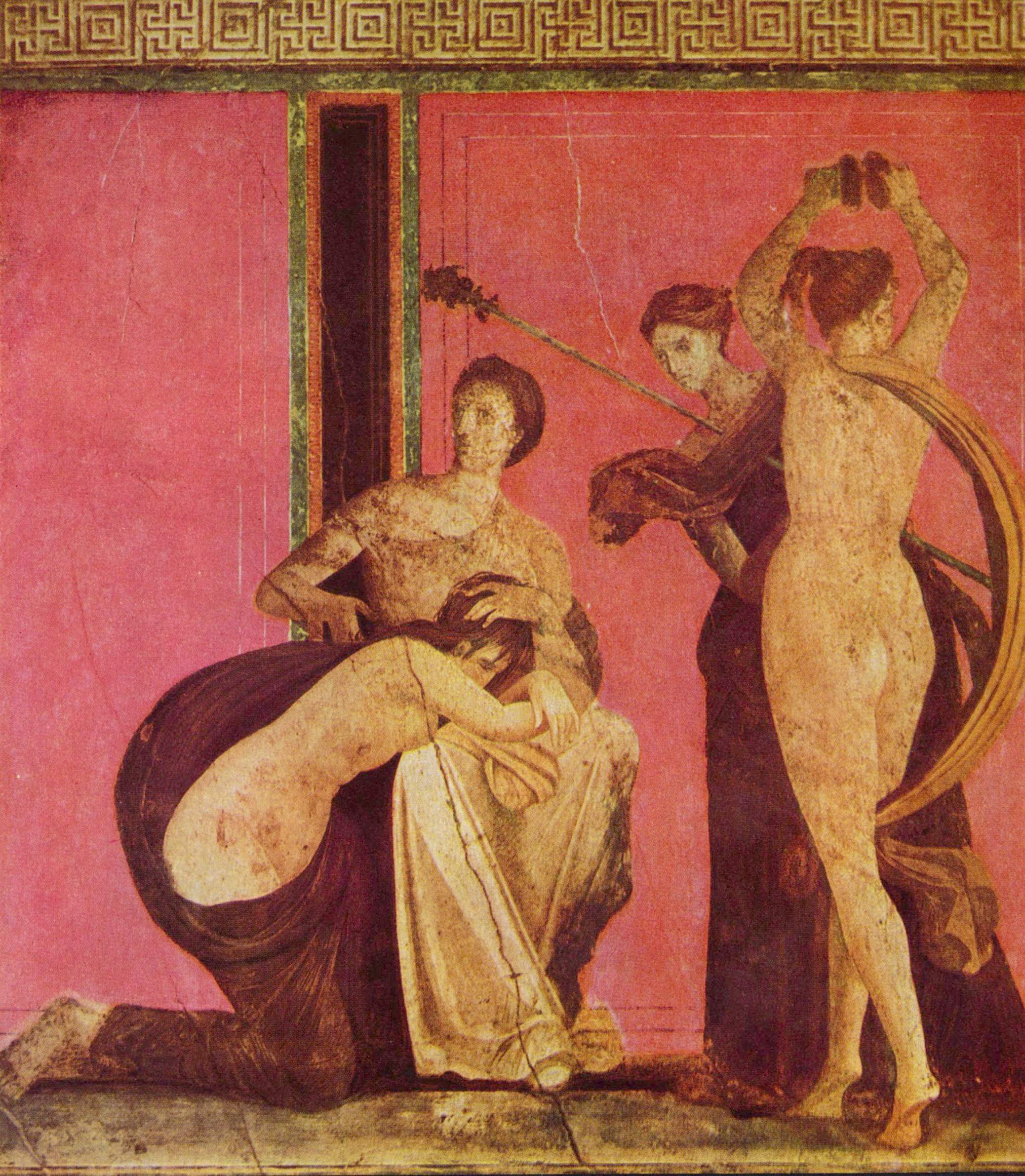
Dionysischer Fries mit gegeißeltem Mädchen und Bacchantin, Detail, 60 bis 50 v. Chr.

Im Jahr, als Gaius Julius Caesar seinen Julianischen Kalender einführt, also 45 v. Chr., findet ein Hirte der Insel Lakros bei der Suche nach runden Steinen für seine Schleuder einen metallisch schimmernden Erzklumpen. Da alles Land ohnehin dem König gehört, dem Fast Göttlichen Basileus Sesostris, bringt er diesem den Goldklumpen in der Hoffnung auf eine Belohnung. Der Hirte wird vom König sogleich eingesperrt, nachdem sich dieser vergewissert hat, dass niemand sonst davon erfahren hat. Sesostris lässt daraufhin mit einem seiner Schiffe sogleich einen ägyptischen Bergbauexperten aus Alexandria herbeiholen. Dieser findet eine ergiebige Goldader, die sogleich die Begehrlichkeit der Ägypter, Parther und Römer erweckt und einen regelrechten Goldrausch um die Insel bewirkt, wodurch das soziale Gefüge des kleinen Herrschaftsbereichs durcheinander gewürfelt wird.
Denn eigentlich liegt die beschauliche Insel der Ägäis im mehrfachen Sinne an der Peripherie des Mittelmeers – zu unbedeutend für die damaligen Großmächte. Auf der friedlichen Insel leben fast ausschließlich Fischer, Hirten und Bauern. Wer hierhin von außerhalb kommt, reist nur an, um Heilung im Klinikum (iatreion) der berühmten Ärztin Leukrotis zu erfahren. Leukrotis gelangte als ehemalige Sklavin und Überlebende des Spartacus-Aufstandes 73 v. Chr. auf die Insel, wodurch sie für die römischen Interessen angreifbar wird. Doch in der Zwischenzeit war sie dank ihrer erfolgreichen Behandlung der Nierenkrankheit des Sesostris zur mächtigsten Frau der Insel geworden. Den durchtriebenen agenti in rebi Roms, Marcus Cethegus und Gaius Arruntius, bleibt ihre Schlüsselstellung nicht verborgen. Folglich schleusen sie sich als Patienten bei ihr ein und setzen damit einen Kreislauf in Gang, der gleich mehrere Schicksale, wie zum Beispiel das ihrer Tochter Kreusa, ähnlich wie die Insel verwüsten wird. Denn dem hoch verschuldeten Sesostris fehlen sowohl die Mittel zum Goldschürfen als auch die notwendigen Arbeitskräfte, sodass es nur eine Frage der Zeit ist, bis er sich an eine der interessierten Großmächte als Schutzmacht wenden muss.

## Hintergrund
In der Ägäis existiert keine Insel mit dem Namen Lakros. Über ihre ungefähre Lage wird nur geschrieben, dass sie zwischen Alexandria und Korinth liege und man mit dem Schiff von Rom über Puteoli zehn Tage bei gutem Segelwetter benötige. Die Römer nutzen in ihrer Umschreibung oft die Bezeichnung Phäaken für die Bewohner der Insel Lakros, sodass man ihre Lage selbst in der Nähe Korfus vermuten könnte, womit sie dann eher im Ionischen Meer läge.
Trotz der fiktiven Handlung illustriert der Historische Roman die außenpolitischen Expansionsmechanismen der römischen Republik.
Bei der Umschlaggestaltung des Deutschen Taschenbuch Verlags griffen Klaus Meyer, Tabea Dietrich und Claus J. Lienau auf den „Dionysischen Fries mit gegeißeltem Mädchen und Bacchantin“ eines Pompejanischen Malers um 60 bis 50 v. Chr. aus der Villa dei Misteri zurück, bei dem sie den Rückenakt aussparten, von dem nur noch der linke angeschnittene Ellenbogen zu sehen ist.

## Ausgaben
- Waldtraut Lewin: Die Ärztin von Lakros. Verlag Neues Leben, Berlin 1977
- Waldtraut Lewin: Die Ärztin von Lakros. dtv, München 1995, ISBN 3-423-12023-1